# 蒸気船マークトウェイン号
- ディズニーパーク > 東京ディズニーリゾート > 東京ディズニーランド

- - ウエスタンランド > 蒸気船マークトウェイン号

- - 東京ディズニーランドのアトラクションの一覧 > 蒸気船マークトウェイン号

蒸気船マークトウェイン号（じょうきせんマークトウェインごう、Mark Twain Riverboat）は世界のディズニーパークにあるアトラクション。

## このアトラクションが存在するパーク
- ディズニーランド（ディズニーランド・リゾート）
- マジック・キングダム（ウォルト・ディズニー・ワールド・リゾート）
- 東京ディズニーランド（東京ディズニーリゾート）
- ディズニーランド・パーク（ディズニーランド・パリ）

## 概要
蒸気船マークトウェイン号は、環状の「アメリカ河」を周遊する蒸気船のアトラクションである。環状のアメリカ河（真ん中に島がある池とも表現できる）を本物の蒸気船で周遊する点は全てのパークのアトラクションに共通するが、蒸気船の形状、サイズ、デザイン、名称などはパークによって若干異なる。名称もマークトウェイン号ではないものもあるが、ここでは一緒に扱うこととする。
船名は『トム・ソーヤーの冒険』の原作者であるマーク・トウェインに由来する。

## 各施設紹介

### ディズニーランド
| 蒸気船マークトウェイン号 Mark Twain Riverboat | 蒸気船マークトウェイン号 Mark Twain Riverboat | 蒸気船マークトウェイン号 Mark Twain Riverboat     | 蒸気船マークトウェイン号 Mark Twain Riverboat     |
| --------------------------------------------- | --------------------------------------------- | ------------------------------------------------- | ------------------------------------------------- |
| オープン日                                    | オープン日                                    | 1955年7月17日（ディズニーランドと同時にオープン） | 1955年7月17日（ディズニーランドと同時にオープン） |
| スポンサー                                    | スポンサー                                    | なし                                              | なし                                              |
| 所要時間                                      | 所要時間                                      | 約12分                                            | 約12分                                            |
| 定員                                          | 定員                                          | 300人                                             | 300人                                             |
| 利用制限                                      |                                               | なし                                              | なし                                              |
| ファストパス                                  | ファストパス                                  |                                                   | 対象外                                            |
| シングルライダー                              | シングルライダー                              |                                                   | 対象外                                            |

蒸気船マークトウェイン号 (Mark Twain Riverboat) は、大型船舶のアトラクション。蒸気船に乗り環状の「アメリカ河」を一周し、同じ船着場に戻ってくる。1995年に修理のため一時運行を中断していた。

### マジック・キングダム
| リバティー・スクエア蒸気船乗り場 Liberty Square Riverboat | リバティー・スクエア蒸気船乗り場 Liberty Square Riverboat | リバティー・スクエア蒸気船乗り場 Liberty Square Riverboat | リバティー・スクエア蒸気船乗り場 Liberty Square Riverboat |
| --------------------------------------------------------- | --------------------------------------------------------- | --------------------------------------------------------- | --------------------------------------------------------- |
| オープン日                                                | オープン日                                                | 1971年10月1日（マジック・キングダムと同時にオープン）     | 1971年10月1日（マジック・キングダムと同時にオープン）     |
| スポンサー                                                | スポンサー                                                | なし                                                      | なし                                                      |
| 所要時間                                                  | 所要時間                                                  | 約12分                                                    | 約12分                                                    |
| 定員                                                      | 定員                                                      | 450人                                                     | 450人                                                     |
| 利用制限                                                  |                                                           | なし                                                      | なし                                                      |
| ファストパス                                              | ファストパス                                              |                                                           | 対象外                                                    |
| シングルライダー                                          | シングルライダー                                          |                                                           | 対象外                                                    |

リバティー・スクエア蒸気船乗り場 (Liberty Square Riverboat) は、大型船舶のアトラクション。蒸気船に乗り環状の「アメリカ河」を一周し、同じ船着場に戻ってくる。
マジック・キングダムでは、1971年当初はジョーフォウラー提督号 (Admiral Joe Fowler) により運航が開始され、1973年からはリチャード・F・アーバイン号 (Richard F. Irvine) が運行を開始し2艘体制となった。1980年にジョーフォウラー提督号は不具合のため運行を終了。その後1996年にアーバイン号も一旦運行を中止したが、大幅に修理され、名称をリバティーベル号 (Liberty Belle) と改めて運行を再開した。

#### 蒸気船ジョーフォウラー提督号 (Admiral Joe Fowler)
ジョーフォウラー提督号 (Admiral Joe Fowler) は、カリフォルニアのディズニーランドのマークトウェイン号と同型の後部外輪船 (Sternwheeler) であったが、1980年に不具合のため運行を終了した。

#### 蒸気船リバティーベル号 (Liberty Belle)
リバティーベル号 (Liberty Belle) は、カリフォルニアのディズニーランドのマークトウェイン号よりひと回り大きく、東京ディズニーランドとほぼ同サイズの後部外輪船 (Sternwheeler) である。運行開始当初はリチャード・F・アーバイン号 (Richard F. Irvine) という名称であったが、1996年に大幅修理（ボイラー、エンジン、筐体以外全てを交換）の後、名称をリバティーベル号に改めて運行を再開している。

### 東京ディズニーランド
| 蒸気船マークトウェイン号 Mark Twain Riverboat | 蒸気船マークトウェイン号 Mark Twain Riverboat | 蒸気船マークトウェイン号 Mark Twain Riverboat        | 蒸気船マークトウェイン号 Mark Twain Riverboat        |
| --------------------------------------------- | --------------------------------------------- | ---------------------------------------------------- | ---------------------------------------------------- |
| オープン日                                    | オープン日                                    | 1983年4月15日 (東京ディズニーランドと同時にオープン) | 1983年4月15日 (東京ディズニーランドと同時にオープン) |
| スポンサー                                    | スポンサー                                    | 新菱冷熱工業                                         | 新菱冷熱工業                                         |
| 所要時間                                      | 所要時間                                      | 約12分                                               | 約12分                                               |
| 定員                                          | 定員                                          | 475人/1艘                                            | 475人/1艘                                            |
| 利用制限                                      |                                               | なし                                                 | なし                                                 |
| ファストパス                                  | ファストパス                                  |                                                      | 対象外                                               |
| シングルライダー                              | シングルライダー                              |                                                      | 対象外                                               |

蒸気船マークトウェイン号 (Mark Twain Rivarboat) は、大型船舶のアトラクション。1850年代の外輪船を8分の5程度にスケールダウンしたもの。蒸気船に乗り環状の「アメリカ河」を一周し、同じ船着場に戻ってくる。
船内は1階から4階までの4層構造で、4層目は操舵室のみであり、一般のゲストは3層目まで立ち入りができる。デッキの名称は1層目がメインデッキ、2層目がプロムナードデッキ、3層目がテキサスデッキである。
船は全長約34m、重さ140トン、冠を施した2本の煙突から蒸気を吐き、大きな外輪を回転させて約2ノットの速さで進む。
航行中は船長のランドルフ・ノックスと一等航海士のジェイコブ・ブラッグスの会話が楽しめる。
船が大型であるため、船舶法に基づく船舶として「マークトゥエイン」号の名称で船籍登録されている。法令により船体に船名・船籍地名を表示しなくてはならないため、船名は船体の前方部と後方部に、船籍地名（浦安市）は後方部の目立たない位置に書かれている。また、国土交通省関東運輸局から「人の運送をする不定期航路事業」として認可を受けており（「アメリカ河航路」: 715m）、マークトウェイン号は法的に「旅客船」である。
蒸気船であり、風の影響を受けにくい人工池で水中のガイドレール上を航行することから、ほとんど揺れない。また、風により船が揺れるような影響が出るときは運営を中断する。パーク内でもっとも風に弱いアトラクションである。
マークトウェイン号には救命ボートと救命胴衣が用意されていない。これは緊急時にはアトラクション「トムソーヤ島いかだ」が救援を行うことになっているためである。このため蒸気船マークトウェイン号の稼働中はトムソーヤ島いかだのアトラクションが終了しても常に待機している。

開園以来日本水産がスポンサーだったが、2006年9月に提供を終了した。2019年7月1日からは新菱冷熱工業がスポンサーとなる。

### ディズニーランド・パリ
| サンダー・メサ蒸気船乗り場 Thunder Mesa Riverboat Landing | サンダー・メサ蒸気船乗り場 Thunder Mesa Riverboat Landing | サンダー・メサ蒸気船乗り場 Thunder Mesa Riverboat Landing         | サンダー・メサ蒸気船乗り場 Thunder Mesa Riverboat Landing         |
| --------------------------------------------------------- | --------------------------------------------------------- | ----------------------------------------------------------------- | ----------------------------------------------------------------- |
| オープン日                                                | オープン日                                                | 1992年4月12日（ユーロ・ディズニーランド（当時）と同時にオープン） | 1992年4月12日（ユーロ・ディズニーランド（当時）と同時にオープン） |
| スポンサー                                                | スポンサー                                                | なし                                                              | なし                                                              |
| 所要時間                                                  | 所要時間                                                  | 約12分                                                            | 約12分                                                            |
| 定員                                                      | 定員                                                      | 右記                                                              | 右記                                                              |
| 利用制限                                                  |                                                           | なし                                                              | なし                                                              |
| ファストパス                                              | ファストパス                                              |                                                                   | 対象外                                                            |
| シングルライダー                                          | シングルライダー                                          |                                                                   | 対象外                                                            |

サンダー・メサ蒸気船乗り場 (Thunder Mesa Riverboat Landing) は、大型船舶のアトラクション。蒸気船に乗り環状の「アメリカ河」を一周し、同じ船着場に戻ってくる。東京ディズニーランドとの大きな違いは、マークトウェイン号 (Mark Twain) とモリーブラウン号 (Molly Brown) の2艘の蒸気船があることと、中央の島にビッグサンダーマウンテンがあることである。
サンダー・メサとは、アメリカ西部にあるとされる架空の町の名称で、ビッグサンダーマウンテンの金鉱山を掘り当てたヘンリー・レイブンスォード卿 (Henry Ravenswood) と、彼が設立した鉱山開発会社であるサンダー・メサ・マイニング・カンパニー (Thunder Mesa Mining Company) によって発展したという設定になっている。
蒸気船は、サンダー・メサの船着場を出ると、ビッグサンダーマウンテンのある島を左手に見ながら反時計回りに周遊し、途中には木々の生い茂る小島や滝、ヨセミテ国立公園を模した間欠泉などを見ることができ、最後に右手にファントム・マナーのマナーハウスを眺めて船着場に戻る。

#### 蒸気船マークトウェイン号 (Mark Twain)
マークトウェイン号は、カリフォルニアのディズニーランドにあるオリジナルのものと同型の後部外輪船 (Sternwheeler) である。東京ディズニーランドのものよりもひと回り小さい。定員300人。

#### 蒸気船モリーブラウン号 (Molly Brown)
モリーブラウン号は、ディズニーパークで運行されている唯一の舷側外輪船 (Sidewheeler) である。そのため形状が他の蒸気船と大きく異なる。モリーブラウン号の名称は、タイタニック号で生き残った女性マーガレット・ブラウンの通称に由来する。

2005年からエンジン修理のために運休していたが、2007年に再開している。